# Дорнфельдер

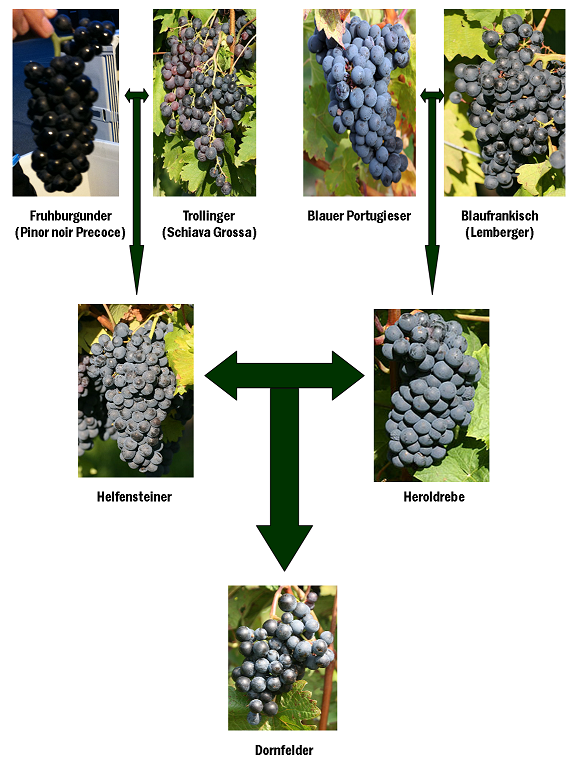
Родословная «Дорнфельдера»

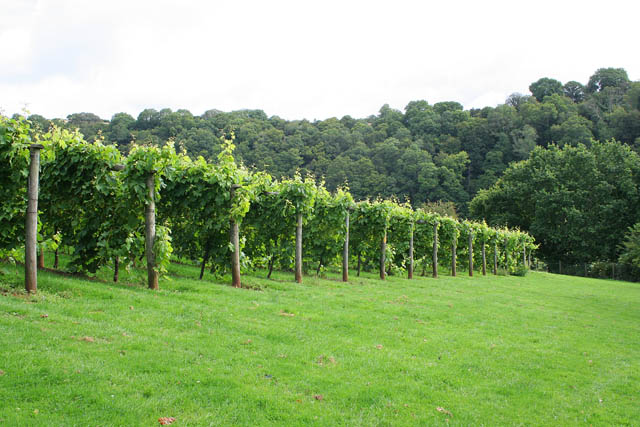
Посадки «Дорнфельдера» в Девоне

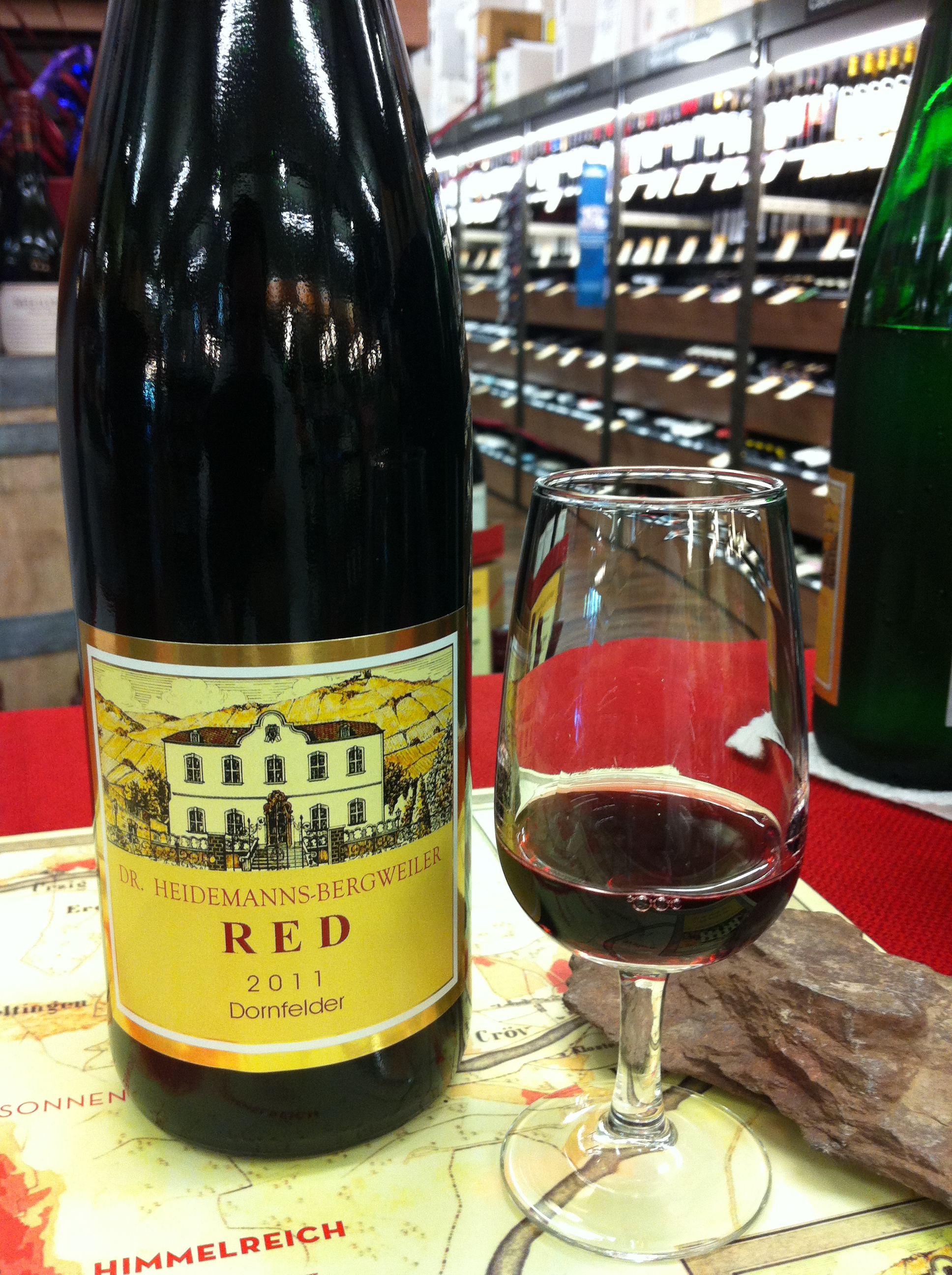
Вино «Дорнфельдер» из Германии

Дорнфельдер (нем. Dornfelder) — технический (винный) сорт винограда, используемый для производства красных вин в Германии, Чехии. Второй по распространённости технический сорт красного винограда в Германии.

## Происхождение
Сорт был получен Августом Герольдом в 1955 году в институте виноделия и помологии Вайнсберга, в замке Вильдек, скрещиванием Хельфенштейнер × Герольдребе. Оба родительских сорта тоже были выведены Августом Герольдом.
Виноград был назван в честь Иммануила Августа Людвига Дорнфельда, основателя института, в котором был выведен сорт.
«Дорнфельдер» был разрешён для культивирования в 1979 году. Сорт был выведен с не очень амбициозной целью — для использования в смесях, где бы он придавал глубину цвета и полнотелость зачастую светлоокрашенным и лёгким немецким красным винам. В этом качестве он довольно долго набирал популярность, но в 2001 году превзошёл Португизер в Германии по площади виноградников. В период с 2000 по 2005—2006 год площадь виноградников, занятых сортом, удвоилась, достигнув максимума в 8231 га, и с тех пор держится на этом уровне.

## География
Будучи вторым по популярности сортом в Германии, он особенно распространён в Рейнгессене и Пфальце.
В Чехии сорт зарегистрировали в Государственной сортовой книге в 2004 году, и он занимает почти 155 га в Моравском винном регионе.
В Швейцарии в 2009 году сортом было занято 21 га, в основном в кантонах Швиц и Цюрих.
Сорт начали культивировать в Великобритании с конца 1980-х годов. В 2007 году им было занято примерно 16 га виноградников. Для винограда, выведенного с целью получить интенсивный цвет, его используют довольно необычно — для изготовления rosé и игристых вин. Дело в том, что ему пришлось конкурировать с гибридным сортом, Регент, который стал популярнее[уточнить] и полностью занял нишу, на которую претендовал Дорнфельдер.
За пределами Европы, сорт незначительно культивируют в США, в Калифорнии, Нью-Йорке, Пенсильвании и Вирджинии. Можно найти сорт в Канаде, Бразилии и даже Японии.

## Потомки[2]
- Аколон был выведен в 1971 году Берндтом Хиллом в институте виноделия и помологии Вайнсберга скрещиванием Блауфранкиш × Дорнфельдер.
- Каберне Дорио был выведен в 1971 году в институте виноделия и помологии Вайнсберга скрещиванием Блауфранкиш × Дорнфельдер.
- Каберне Дорса был выведен в 1971 году в институте виноделия и помологии Вайнсберга скрещиванием Блауфранкиш × Дорнфельдер.
- Монарх был выведен в 1988 году Норбертом Беккером скрещиванием Солярис × Дорнфельдер.

## Основные характеристики
Кусты сильнорослые.
Листья крупные, сильнорассеченные, пятилопастные. Черешковая выемка закрытая.
Цветок обоеполый.
Грозди крупные, среднеплотные.
Ягоды крупные, округлые, синие. Мякоть сочная.
Вызревание побегов хорошее.
Сорт раннего периода созревания. Период от начала распускания почек до съемной зрелости ягод составляет 120—125 дней.
Урожайность высокая, 120 Ц/га.
Сорт относительно морозоустойчив. Устойчивость к грибковым болезням выше среднего.
По сравнению с другими техническими сортами винограда, культивируемыми в Германии, Дорнфельдер выглядит выигрышно. Его проще выращивать, чем Пино-нуар (нем. Spätburgunder), у него лучше устойчивость к плесени, чем у Португизера (и более глубокий цвет, выразительнее ароматы и танины), побеги сильнее, чем у Троллингера, созревает раньше, чем Блауфранкиш (нем. Lemberger), а его сок содержит больше сахара (и выше уровень алкоголя в вине), чем у всех этих сортов.
Дорнфельдер может быть очень урожайным — до 120 Ц/га, но, как обычно, если целью ставится производство высококачественного вина, то урожайность нужно искусственно ограничивать.

## Применение
В основном используется для изготовления высококачественных сухих вин, как сортовых, так и в купажах, например, Дорнфельдер + Пино-нуар.
Вина обладают глубоким тёмно-красным цветом, приятной кислотностью, богатой и бархатной текстурой и лёгким цветочным ароматом. Зачастую можно уловить ароматы тёмных слив, чёрной смородины, вишни. Вино, как правило, выигрывает от выдержки в бочке.
Ранее, немецкие виноделы использовали сорт для производства вин в стиле Божоле-нуво — легкотелое, фруктовое вино, с ароматами вишни и ежевики, зачастую с остаточным сахаром. Сейчас большинство вин из Дорнфельдера делаются в традиционной стилистике.
Вина обладают потенциалом к хранению.